# Championnats d'Europe espoirs d'athlétisme
Les Championnats d'Europe espoirs d'athlétisme (European Athletics U23 Championships) sont une compétition d'athlétisme organisée tous les deux ans par l'Association européenne d'athlétisme, réservée aux athlètes âgés de moins de 23 ans. La première édition s'est déroulée en 1997 à Turku, en Finlande. La prochaine compétition a lieu en 2023 à  Leppävaara, en Finlande.
La 1re édition à Turku a remplacé la Coupe d’Europe espoirs qui s’est déroulée à deux reprises en 1992 et 1994. Ces Championnats se tiennent depuis 1997 tous les deux ans et ont pour objectif de faciliter la souvent difficile transition entre les juniors et les séniors.

## Éditions de la Coupe d’Europe des moins de 23 ans
Précurseur des Championnats, la Coupe autorisait la participation de tous les athlètes de moins de 23 ans, y compris les juniors, ce qui n’a pas été repris lors des éditions suivantes. Elle était en outre scindée en deux divisions, qui se sont tenues en 1992 à Gateshead (division A) et à Villeneuve-d’Ascq (division B), tandis que la dernière édition de la Coupe s’est tenue à Ostrava (A) et à Lillehammer (B) en 1994.

## Éditions
| Édition | Année | Ville     | Pays      | Stade                            |
| ------- | ----- | --------- | --------- | -------------------------------- |
| 1re     | 1997  | Turku     | Finlande  | Stade Paavo-Nurmi                |
| 2e      | 1999  | Göteborg  | Suède     | Ullevi                           |
| 3e      | 2001  | Amsterdam | Pays-Bas  | Stade olympique d'Amsterdam      |
| 4e      | 2003  | Bydgoszcz | Pologne   | Stade Zdzisław-Krzyszkowiak      |
| 5e      | 2005  | Erfurt    | Allemagne | Steigerwaldstadion               |
| 6e      | 2007  | Debrecen  | Hongrie   | Stade d'athlétisme István-Gyulai |
| 7e      | 2009  | Kaunas    | Lituanie  | Stade S.-Darius-et-S.-Girėnas    |
| 8e      | 2011  | Ostrava   | Tchéquie  | Stade municipal d'Ostrava        |
| 9e      | 2013  | Tampere   | Finlande  | Stade Ratina                     |
| 10e     | 2015  | Tallinn   | Estonie   | Stade de Kadriorg                |
| 11e     | 2017  | Bydgoszcz | Pologne   | Stade Zdzisław-Krzyszkowiak      |
| 12e     | 2019  | Gävle     | Suède     | Gunder Hägg-stadion              |
| 13e     | 2021  | Tallinn   | Estonie   | Stade de Kadriorg                |
| 14e     | 2023  | Espoo     | Finlande  | Stade de Leppävaara              |
| 15e     | 2025  | Bergen    | Norvège   | Fana Stadion                     |

## Records des Championnats

### Hommes
| Épreuve                 | Record | Athlète                                                          | Nationalité     | Date            | Édition | Lieu                        | Ref   |
| ----------------------- | --- | ---------------------------------------------------------------- | --------------- | --------------- | ------- | --------------------------- | ----- |
| 100 m                   | 10 s 10 (+0,2 m/s) | Simeon Williamson                                                | Grande-Bretagne | 13 juillet 2007 | 2007    | Debrecen, Hongrie           |       |
| 200 m                   | 20 s 33 (+1,6 m/s) | Ján Volko                                                        | Slovaquie       | 15 juillet 2017 | 2017    | Bydgoszcz, Pologne          | [ 1 ] |
| 400 m                   | 44 s 82 | Jonas Phijffers                                                  | Pays-Bas        | 19 juillet 2025 | 2025    | Bergen, Norvège             |       |
| 800 m                   | 1 min 44 s 06 | Francesco Pernici                                                | Italie          | 18 juillet 2025 | 2025    | Bergen, Norvège             |       |
| 1 500 m                 | 3 min 38 s 94 | Wolfram Müller                                                   | Allemagne       | 14 juillet 2001 | 2001    | Amsterdam, Pays-Bas         |       |
| 5 000 m                 | 13 min 20 s 16 | Ali Kaya                                                         | Turquie         | 11 juillet 2015 | 2015    | Tallinn, Estonie            | [ 2 ] |
| 10 000 m                | 27 min 53 s 38 | Ali Kaya                                                         | Turquie         | 9 juillet 2015  | 2015    | Tallinn, Estonie            | [ 3 ] |
| 110 m haies             | 13 s 22 (+0,3 m/s) | Sasha Zhoya                                                      | France          | 14 juillet 2023 | 2023    | Espoo, Finlande             |       |
| 400 m haies             | 48 s 01 | Owe Fischer-Breiholz                                             | Allemagne       | 19 juillet 2025 | 2025    | Bergen, Norvège             |       |
| 3 000 m steeple         | 8 min 20 s 17 | Maciej Megier                                                    | Pologne         | 20 juillet 2025 | 2025    | Bergen, Norvège             |       |
| Saut en hauteur         | 2,36 m | Aleksander Waleriańczyk                                          | Pologne         | 20 juillet 2003 | 2003    | Bydgoszcz, Pologne          |       |
| Saut à la perche        | 5,93 m | Romain Mesnil                                                    | France          | 1er août 1999   | 1999    | Göteborg, Suède             |       |
| Saut en longueur        | 8,37 m (+1.1 m/s) | Eusebio Cáceres                                                  | Espagne         | 12 juillet 2013 | 2013    | Tampere, Finlande           | [ 4 ] |
| Triple saut             | 17,72 m (+1.3 m/s) | Sheryf El-Sheryf                                                 | Ukraine         | 17 juillet 2011 | 2011    | Ostrava, République Tchèque | [ 5 ] |
| Lancer du poids         | 21,59 m | Konrad Bukowiecki                                                | Pologne         | 14 juillet 2017 | 2017    | Bydgoszcz, Pologne          | [ 6 ] |
| Lancer du disque        | 68,34 m | Mykolas Alekna                                                   | Lituanie        | 15 juillet 2023 | 2023    | Espoo, Finlande             |       |
| Lancer du marteau       | 80,88 m | Nicolas Figère                                                   | France          | 15 juillet 2001 | 2001    | Amsterdam, Pays-Bas         |       |
| Lancer du javelot       | 84,97 m | Cyprian Mrzygłód                                                 | Pologne         | 13 juillet 2019 | 2019    | Gävle, Suède                |       |
| Décathlon               | 8 608 points | Markus Rooth                                                     | Norvège         | 16 juillet 2023 | 2023    | Espoo, Finlande             |       |
| Décathlon               | 100 m : 10 s 81 (+1,3 m/s) ; longueur : 7,61 m (+3,6 m/s) ; poids : 15,31 m ; hauteur : 2,03 m ; 400 m : 49 s 05 110 m haies : 14 s 43 (-1,2 m/s) ; disque : 48,63 m ; perche : 5,10 m ; javelot : 63,71 m ; 1 500 m : 4 min 29 s 66 |                                                                  |                 |                 |         |                             |       |
| 10 000 m marche (piste) | 39 min 45 s 84 | Mazlum Demir                                                     | Turquie         | 20 juillet 2025 | 2025    | Bergen, Norvège             |       |
| 20 km marche (route)    | 1 h 19 min 58 s | Aigars Fadejevs                                                  | Lettonie        | 10 juillet 1997 | 1997    | Turku, Finlande             |       |
| Relais 4 × 100 m        | 38 s 43 | Maxime Rebierre Yoran Kabengele Kabala Mohammed Badru Jeff Erius | France          | 20 juillet 2025 | 2025    | Bergen, Norvège             |       |
| Relais 4 × 400 m        | 3 min 2 s 02 | David García Ángel González Markel Fernández Gerson Pozo         | Espagne         | 20 juillet 2025 | 2025    | Bergen, Norvège             |       |

### Femmes
| Épreuve                 | Record | Athlète                                                           | Nationalité | Date            | Édition | Lieu                        | Ref |
| ----------------------- | --- | ----------------------------------------------------------------- | ----------- | --------------- | ------- | --------------------------- | --- |
| 100 m                   | 11 s 03 (+1,5 m/s) | María Karatasmáti                                                 | Grèce       | 16 juillet 2005 | 2005    | Erfurt, Allemagne           |     |
| 200 m                   | 22 s 57 (+1,7 m/s) | Hana Benešová                                                     | Tchéquie    | 13 juillet 1997 | 1997    | Turku, Finlande             |     |
| 400 m                   | 49 s 74 | Henriette Jæger                                                   | Norvège     | 19 juillet 2025 | 2025    | Bergen, Norvège             |     |
| 800 m                   | 1 min 57 s 42 | Audrey Werro                                                      | Suisse      | 19 juillet 2025 | 2025    | Bergen, Norvège             |     |
| 1 500 m                 | 4 min 4 s 77 | Amela Terzić                                                      | Serbie      | 12 juillet 2015 | 2015    | Tallinn, Estonie            |     |
| 5 000 m                 | 15 min 1 s 67 | Yasemin Can                                                       | Turquie     | 16 juillet 2017 | 2017    | Bydgoszcz, Pologne          |     |
| 10 000 m                | 31 min 39 s 34 | Alina Reh                                                         | Allemagne   | 12 juillet 2019 | 2019    | Gävle, Suède                |     |
| 100 m haies             | 12 s 68 (+0,0 m/s) | Ditaji Kambundji                                                  | Suisse      | 15 juillet 2023 | 2023    | Espoo, Finlande             |     |
| 400 m haies             | 54 s 08 | Emily Newnham                                                     | Royaume-Uni | 19 juillet 2025 | 2025    | Bergen, Norvège             |     |
| 3 000 m steeple         | 9 min 26 s 98 | Olivia Gürth                                                      | Allemagne   | 15 juillet 2023 | 2023    | Espoo, Finlande             |     |
| Saut en hauteur         | 2,00 m | Yaroslava Mahuchikh                                               | Ukraine     | 10 juillet 2021 | 2021    | Tallinn, Estonie            |     |
| Saut à la perche        | 4,70 m | Angelina Zhuk-Krasnova                                            | Russie      | 13 juillet 2013 | 2013    | Tampere, Finlande           |     |
| Saut en longueur        | 7,05 m (+1.1 m/s) | Darya Klishina                                                    | Russie      | 17 juillet 2011 | 2011    | Ostrava, République tchèque |     |
| Triple saut             | 14,70 m (+1.3 m/s) | Cristina Nicolau                                                  | Roumanie    | 1er août 1999   | 1999    | Göteborg, Suède             |     |
| Lancer du poids         | 19,73 m | Nadzeya Astapchuk                                                 | Biélorussie | 12 juillet 2001 | 2001    | Amsterdam, Pays-Bas         |     |
| Lancer du disque        | 64,40 m | Kateryna Karsak                                                   | Ukraine     | 13 juillet 2007 | 2007    | Debrecen, Hongrie           |     |
| Lancer du marteau       | 73,71 m | Silja Kosonen                                                     | Finlande    | 14 juillet 2023 | 2023    | Espoo, Finlande             |     |
| Lancer du javelot       | 65,60 m | Christin Hussong                                                  | Allemagne   | 11 juillet 2015 | 2015    | Tallinn, Estonie            |     |
| Heptathlon              | 6 563 points | Saga Vanninen                                                     | Finlande    | 20 juillet 2025 | 2025    | Bergen, Norvège             |     |
| Heptathlon              | 100 m haies : 13 s 25 (+1,1 m/s) ; hauteur : 1,80 m ; poids : 15,09 m ; 200 m : 24 s 25 (-1,0 m/s) longueur : 6,49 m (-0,3 m/s) ; javelot : 43,74 m ; 800 m : 2 min 11 s 00 |                                                                   |             |                 |         |                             |     |
| 10 000 m marche (piste) | 43 min 49 s 55 | Alexandrina Mihai                                                 | Italie      | 19 juillet 2025 | 2025    | Bergen, Norvège             |     |
| 20 km marche (route)    | 1 h 27 min 17 s | Mariya Ponomaryova                                                | Russie      | 10 juillet 2015 | 2015    | Tallinn, Estonie            |     |
| Relais 4 × 100 m        | 42 s 92 | Nia Wedderburn-Goodison Kissiwaa Mensah Alyson Bell Success Eduan | Royaume-Uni | 20 juillet 2025 | 2025    | Bergen, Norvège             |     |
| Relais 4 × 400 m        | 3 min 26 s 52 | Rebecca Grieve Emily Newnham Poppy Malik Yemi Mary John           | Royaume-Uni | 20 juillet 2025 | 2025    | Bergen, Norvège             |     |